# هاکوب آناسیان
هاکوب ستراکی آناسیان (ارمنی: Հակոբ Սեդրակի Անասյան؛  زادهٔ ۱۵ مهٔ ۱۹۰۴ - درگذشته ۲۸ ژانویهٔ ۱۹۸۸) یک کتاب‌شناس، لغت‌شناس و تاریخ‌نگار اهل ارمنستان بود.

## زندگی‌نامه
در ۱۵ مهٔ ۱۹۰۴ در اسکی‌شهر به دنیا آمد . وی در دانشگاه دولتی ایروان،  انستیتو تاریخ فرهنگستان ملی علوم ارمنستان و دانشگاه کالیفرنیا، لس آنجلس فعالیت می‌کرد.  وی همچنین برنده دانشمند شایسته ارمنستان شوروی و قهرمانان کار سوسیالیست شده است. وی در ۲۸ ژانویهٔ ۱۹۸۸ در سن ۸۳ سالگی در لس آنجلس درگذشت.

## یادداشت
1. ↑  պատմական գիտությունների թեկնածու
2. ↑  մատենագետ